# Antijudaïsme
Ne doit pas être confondu avec Antisémitisme ou Judéophobie.
 (novembre 2021).

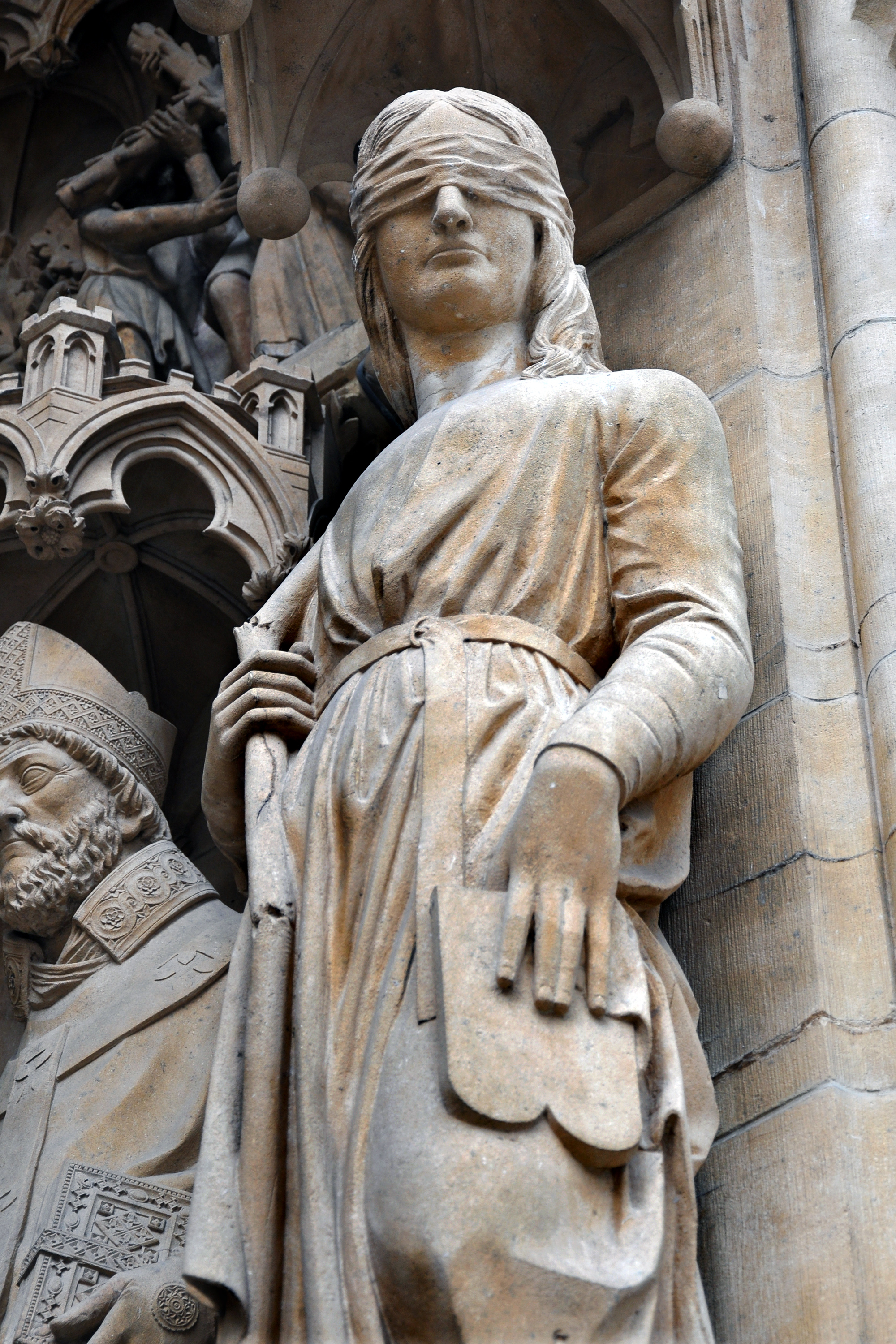
Allégorie de la Synagogue (Ecclesia et Synagoga) (aux yeux bandés, lance brisée et tables de la Loi affaissée), une des représentations de l'antijudaïsme médiéval européen (cathédrale Saint-Étienne de Metz).

L’antijudaïsme est l'hostilité à l'égard de la religion juive. Ce terme peut être employé à propos de l'attitude du christianisme envers le judaïsme, attitude longtemps marquée par la théologie de la substitution, elle-même issue de plusieurs courants, dont le marcionisme et la doctrine augustinienne du « peuple témoin ».
Au sens strict, l'antijudaïsme ne doit pas être confondu avec l'antisémitisme ou la judéophobie, bien que tous trois puissent s'influencer mutuellement. L'antisémitisme ou la judéophobie désigne une idéologie hostile vis-à-vis des Juifs en tant que peuple au-delà d'une stricte dimension religieuse. Toutefois, au cours de l'histoire, ces deux notions se sont confondues, ainsi que l'a démontré, par exemple, Jules Isaac dans son ouvrage Jésus et Israël.

## Définition
Dans l'Antiquité, l'extrême méfiance des Égyptiens envers les Hébreux, à certaines époques, se confond avec leur hostilité envers les Perses. Néanmoins, il existait à Alexandrie et dans certaines régions de l'Orient grec des cas d'hostilité envers les Juifs dont témoigne le Contre Apion de Flavius Josèphe. Ces faits historiques ont lieu en dehors de tout contexte chrétien.
Néanmoins, Jules Isaac, dans Genèse de l'antisémitisme, insiste sur le fait qu'il n'existe ni antisémitisme ni antijudaïsme avant que le christianisme devienne la religion dominante dans l'Empire romain, période à partir de laquelle la pratique du judaïsme était sanctionnée par la peine de mort.
Par la suite, les Romains sont venus soumettre Israël. Tout en étant tolérants sur le plan religieux, ils étaient heurtés par le refus des Judéens d'accepter dans leur Temple toute statue de leur « divin empereur ». Une grande révolte se déclara en 66, et la Judée fut écrasée par les armées de Titus. Le Temple, qui avait été construit sur les bases du Temple de Salomon, fut détruit (70).
Hadrien écrasa la révolte de Bar Kochba, ayant changé le nom de la ville de Jérusalem en celui d'Ælia Capitolina. « Hadrien ordonna par décret officiel et ordonnances que toute la nation (juive) soit à tout prix empêchée de pénétrer la région même de Jérusalem si bien que nul ne pouvait apercevoir la terre de ses ancêtres, même de loin. La ville ayant été ainsi désolée et ses enfants exterminés, elle fut remplie d'étrangers »… « La province tout entière cessait en 135 de s'appeler Judée (nom romain) pour prendre le nom de Syria Palestina, reprenant l'ancienne dénomination grecque qui faisait référence non pas aux juifs mais à leurs anciens ennemis, les Philistins ».
Les juifs rebelles à Rome de leur côté avaient frappé dès le début de la guerre en 132 des monnaies au nom d'un État ayant pour nom (nom juif) « Israël », nom jamais utilisé par les Romains pour désigner les juifs… Avec le temps, et les Juifs ayant manifesté leur intention de rebâtir leur sanctuaire, l'empereur Julien ordonna la reconstruction du Temple de Jérusalem, qui n'eut pas lieu parce que « tous étaient convaincus que le culte des juifs représentait une menace pour le monde romain ».

## Antijudaïsme chrétien

### Église primitive
Au début du christianisme, la plupart des disciples de Jésus de Nazareth étaient des Juifs de Galilée. À l'époque de Jésus, la réalité juive se composait déjà d'une très importante diaspora disséminée dans l'empire romain, de même qu'il existait une importante communauté juive hellénisée en Judée. Jésus était juif et parlait l'araméen. Il s'inscrivait dans la tradition juive et pratiquait les rites du judaïsme. Le Nouveau Testament rappelle fréquemment qu'il se réclamait de la Torah[réf. souhaitée].
Ses premiers disciples, surtout ceux de tendance hellénisante, se distanciaient du judaïsme, auquel pourtant ils se sentaient attachés, et firent l'objet d'agressions[réf. nécessaire]. La conversion de païens a contribué à tendre la situation, au point qu'il fallut réunir le concile de Jérusalem pour déterminer quelles étaient les pratiques mosaïques que ces chrétiens étaient tenus de suivre.

### De l'Épître aux Galates à la destruction du Temple
Les premiers signes de distanciation apparaissent dès le début : l'Épître aux Galates rappelle que l'observance de la Loi de Moïse n'est plus nécessaire et que tous sont appelés au salut, juifs comme non juifs. Après la première guerre judéo-romaine et la destruction du Temple (70 EC), un pharisien, Yoḥanan ben Zakkaï, fonde l'académie de Yabneh et constitue le canon de la Bible hébraïque. Le synode de Yavné (90-100) accentue la rupture entre le judaïsme et le christianisme. La réforme et la restructuration de la religion juive sont alors le fait des seuls pharisiens.

### Le supersessionisme (de Marcion à Justin)
Marcion, gnostique chrétien très influent et déclaré hérétique postérieurement, rejetait l'ensemble de l'influence judaïque sur la foi chrétienne. Dans le corpus de textes écrits qu'il fut l'un des premiers à établir, il excluait donc l'Ancien Testament. Selon Justin (Apol. I 26), Tertullien, puis plus tard Épiphane, l'influence de cette gnose dualiste fut considérable dans le bassin méditerranéen.
La tradition chrétienne veut qu'un synode se soit réuni à Rome sous l'égide de Pie Ier pour condamner le marcionisme (144) mais la réalité du christianisme de l'époque dément toute pertinence doctrinale[pas clair]. Le marcionisme déclina dans l'ouest de l'Empire romain au IIIe siècle, puis dans l'est, mais il eut une descendance manichéenne[réf. nécessaire].
D'une façon parfois moins radicale que le supersessionisme de Marcion, quelques écrits peuvent témoigner de l'énergie que les chrétiens consacrèrent à relativiser les préceptes de l'Ancien Testament, en concentrant leur critique sur cinq pratiques judaïsantes de la Loi mosaïque : les sacrifices, le shabbat, la circoncision, le jeûne et les prescriptions alimentaires,. On retrouve des mentions de ce type dans plusieurs textes : l'épître de Barnabé, le « Dialogue avec Tryphon » de Justin de Naplouse, l’« épître à Diognète », et l’« aduersus Iudaeos » de Tertullien ou celui de Jean Chrysostome.

### Justin de Naplouse et les Pères de l'Église

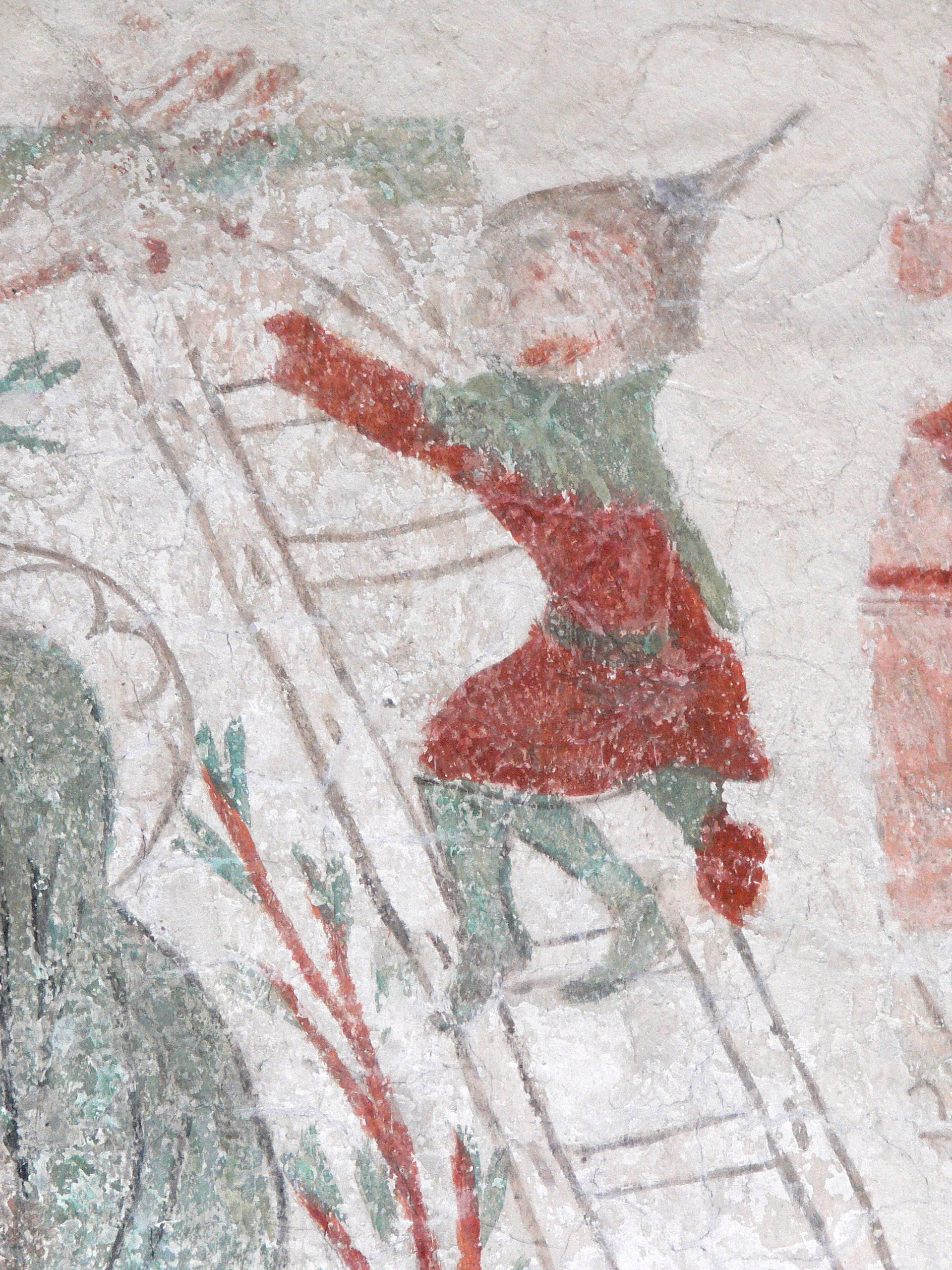
Juif (portant le judenhut) représenté comme le bourreau de Jésus sur une peinture murale gothique de l'église de Bunge en Suède

Il faudra plusieurs décennies pour que se constitue et se formalise la Tradition chrétienne puis, au-delà, le canon des textes apostoliques.
On trouve pour la première fois, dans un ouvrage de l'apologiste Justin de Naplouse, une expression telle que « Verus Israel » qui est souvent considérée comme une source d'antagonisme entre judaïsme et christianisme.
Ainsi, au cours de la constitution de la doctrine chrétienne aux IIIe et IVe siècles, le christianisme s'institutionnalisant se présente comme « l'Israël nouveau », le « véritable Israël ». Dans cette perspective dogmatique, les Juifs — « l'ancien Israël » — auraient dû reconnaître la nouvelle Alliance. L'évident hiatus finit de consommer la rupture, le judaïsme et ses tenants, considérant Jésus comme un simple mortel, devient de facto un opposant au christianisme.
Considérée au concile de Nicée (325) comme l'un des principaux soutiens de Constantin Ier pour réorganiser l’État, l'Église aurait, selon certains, absous les Romains de l'exécution du Christ en développant cette théorie du « peuple déicide » fondement de l’antijudaïsme doctrinal[source insuffisante].
Sur ce point, les sources les plus fiables actuellement disponibles restent fragmentaires ou incomplètes. Selon certaines études [source insuffisante], l'expression les « tueurs de Dieu » (theo-ktonoi) revient 17 fois dans l'immense corpus patristique grec, mais toutefois jamais pour désigner un peuple : theo-ktonoi est d'ailleurs un pluriel, par opposition au singulier theo-ktonos ; on trouve également d'autres expressions comme « ceux qui ont tué le Seigneur » ou « le Christ » chez un certain nombre d'auteurs chrétiens.
Les Pères de l'Église cités par certains historiens,,,,, pour avoir véhiculé au IVe siècle (ou quelquefois avant) des idées hostiles contre les juifs sont essentiellement Eusèbe de Césarée, Grégoire de Nazianze, Grégoire de Nysse, Jean Chrysostome, Astérios d'Amasée, Augustin d'Hippone et Méliton de Sardes. Jean Chrysostome écrivit huit discours contre les juifs.
Néanmoins le Symbole de Nicée, texte fondateur, ne contient aucune mention hostile relative aux juifs. Notamment lorsqu'il évoque la mort du Christ, celle-ci est attribuée à l'action ou la responsabilité de Ponce Pilate (sub Pontio Pilato passus). Dans le corpus patristique latin, le terme « déicide » ne se trouve qu'une fois chez Pierre Chrysologue traduisant Grégoire de Nazianze. On le trouve aussi à plusieurs reprises chez Augustin d'Hippone, dans son commentaire sur le psaume 65, dans La Cité de Dieu et dans son Contra Judaeos, où l'accusation de « déicide » se fait de plus en plus virulente au fil des années.
Après le concile de Nicée et l'adoption du christianisme comme religion officielle de l'empire romain par Constantin Ier, la mention de « juif incroyant » fut introduite dans le code de Théodose au Ve siècle (438)[réf. nécessaire]. Puis, cette idée fut introduite dans la liturgie du Vendredi saint, sous la forme de la mention « Oremus et pro perfidis Judaeis ». Au VIIe siècle, le mot perfidus a le sens d'« incroyant » ou d'« infidèle » puis il prend une couleur plus péjorative incluant la malveillance. Dans la liturgie, après l'intention où l'on prie pour les Juifs perfides, les fidèles sont invités à s'agenouiller et à prier en silence mais dès la fin du VIIIe siècle - contrairement aux autres intentions qui forment la Prière universelle -, l'agenouillement et la prière silencieuse pour les Juifs furent supprimés (rétablis en 1955). Les historiens Jules Isaac et Bernhard Blumenkranz voient dans cette suppression toute l'offense qui aggrave celle des mots et nourrit l'enseignement du mépris,,,.

### Haut Moyen Âge (476-986)
Pendant tout le haut Moyen Âge, l'étude du Talmud resta tolérée dans l'Occident chrétien, avec vigilance, et ceci jusqu'au XIIIe siècle.
Les sources concernant la période antérieure aux invasions arabes du VIIIe siècle sont rares. Nous savons que les premières communautés juives s’installèrent en Gaule dès la fin de l’Antiquité. Comme lors des conciles d'Elvira (305), de Vannes (465), des trois conciles d'Orléans (533, 538, 541), avec le concile de Clermont (535), l'Église interdit aux Juifs de prendre des repas en commun avec des clercs. Le concile d'Orléans de 538 interdit aux Juifs de se mêler aux chrétiens du jeudi saint au deuxième samedi qui suit Pâques. Tout mariage avec un Juif ou une Juive a été prohibé en 533, 535, et 538. Au concile tenu dans la Narbonne wisigothique en 589, on interdit aux Juifs de conduire leurs morts en chantant des psaumes.
Césaire d'Arles consacra aux Juifs deux sermons, tandis qu'Isidore de Séville composa un traité De la foi catholique contre les juifs peu après 620.
Certains évêques s'engagèrent dans une politique de conversion. Toutefois, le pape Grégoire le Grand mit en garde deux évêques en 591 contre les baptêmes forcés.
Certains souverains prirent des mesures contre les Juifs : le Wisigoth Chindaswinthe (641-649) menaça de peine de mort quiconque aurait pratiqué des rites juifs. Chilpéric, en 582, ordonna de baptiser de nombreux Juifs. Dagobert aurait décidé d'exiler ceux qui refusaient le baptême.
Les Pères de l'Église, notamment Augustin d'Hippone, ont présenté les Juifs comme une preuve vivante du triomphe de Jésus, ceux qui, par leur dispersion, par leur abaissement et par leur servitude, témoignent de la vérité de la religion du Christ (la doctrine du « peuple témoin » d'Augustin).
Après les invasions arabes du VIIIe siècle, et avec la naissance de l'empire carolingien, les Juifs furent tolérés. Le droit traditionnel juif continua, comme sous l'Empire romain, à régler les rapports intérieurs de la communauté israélite. Chez les chrétiens, on s'appuyait surtout sur le droit romain quand il s’agissait de protéger les juifs ou de « penser » leur présence au sein d’une société massivement chrétienne. De très violentes persécutions, de la part des musulmans comme des chrétiens (l’Inquisition), accablent bientôt les juifs d’Espagne. Il existait une seule discrimination juridique sur le nombre de témoins à fournir dans un procès. Les interdictions légales étaient d'origine religieuse et tendaient à diminuer le prosélytisme juif. Il n'y avait pas de limite aux activités des Juifs. Ils bénéficiaient de la liberté de culte.
Seuls certains clercs, tel Agobard de Lyon, insistèrent sur la responsabilité des Juifs dans la mort du Christ (« peuple déicide », peuple méprisé), en mettant en garde les chrétiens contre une religion susceptible de tenter (dans le sens religieux du terme) certains d’entre eux. Les théologiens occidentaux (Pierre Chrysologue, Bède le Vénérable, Paul Diacre…) prenaient des positions souvent modérées à leur égard. Il n'en reste pas moins vrai que, les chrétiens se considérant désormais comme le « vrai Israël », les textes médiévaux reprennent de manière explicite le thème du peuple juif comme peuple-queue, citant souvent le Deutéronome. Bède le Vénérable, Jérôme, qui reprend presque littéralement Origène, Maxime de Turin, Isidore de Séville, Pierre de Blois, Guillaume Durand, Raban Maur, Pierre le Vénérable, et d'autres encore, finissent par rendre classique cette interprétation.
Certains personnages comme Raoul Glaber contribuèrent à la diffusion d'idées antijudaïques après l'an mille. De même, les légendes chrétiennes les plus populaires - Évangile de Nicodème, Légende Dorée… - font jouer des rôles antipathiques aux Juifs témoins de la Passion du Christ.

### De la première croisade à la Renaissance
Dans le contexte de l'essor urbain qui marqua l'Europe à partir de la fin du XIe siècle, l’antijudaïsme purement religieux prit une forme sociale. Pendant la période médiévale, la grande majorité des juifs vivait dans des villes. Les villes cathédrales de la chrétienté présentaient des conditions d'urbanisation à long terme de qualité, et constituaient l'asile des implantations et communautés juives les plus importantes.
La Première croisade poussa vers la Terre sainte des foules considérables de croyants qui voulaient libérer Jérusalem des « infidèles » et ouvrir la route vers la Terre sainte fermée par les Turcs. L'enseignement de l'Église interdisait que l'on s'attaquât aux Juifs. Mais le manque de préparatifs et des motifs financiers ont entraîné des persécutions des Juifs. L'amalgame entre « infidèles » et juifs ou musulmans dans l'esprit de certains croisés s'est accompagné de l'intention de faire payer aux Juifs la mort du Christ. Des incidents graves ont été signalés en décembre 1095 lors du départ de la croisade de Pierre l'Ermite à Rouen et en Champagne. Les communautés juives furent plus éprouvées par Folkmar et Emich de Leiningen lors des croisades dites « allemandes ». Des massacres de juifs eurent lieu à Spire, à Worms, à Mayence (Magenza). L'évêque de Spire offrit un abri aux juifs de sa ville, qui perdit 14 de ses membres, tandis qu'à Worms, où la communauté ne relevait que de l'Empereur alors en Italie, 800 morts furent à déplorer. Les croisés s'attaquèrent aux juiveries de Cologne, de Metz, de Trèves, et de la basse vallée du Rhin. Ces explosions de violence non maîtrisée n'entraient pas dans les plans du pape Urbain II.
Selon Dominique Iogna-Prat, l'idée que les juifs, au Moyen Âge, furent vraiment considérés comme n'appartenant pas à l'espèce humaine « résume fidèlement la substance des propos de Pierre le Vénérable, représentant d'un antijudaïsme radical ». Pour l'auteur de l'Adversus Iudœorum inueteratam duritiem, le juif fut comme le « repoussoir qui permet à celui qui l'exclut de cerner son identité ». Pour Pierre Savy, si l'on croit que les Juifs sont un peuple déicide qui donc a tué le Christ, alors on peut penser que les Juifs veulent répéter ce péché et peuvent profaner les hosties qui incarnent le corps du Christ. Et alors, d'autres « croyances chimériques » peuvent se répandre : les Juifs empoisonnent les puits, se livrent au meurtre rituel, les Juifs ont des cornes, une queue ou des menstruations.
Lors de la deuxième croisade, un cistercien du nom de Radulphe (ou Raoul), qui prêchait la croisade, invitait ses auditeurs à venger le Christ sur ses ennemis, ce qui engendra des meurtres collectifs dans les Pays-Bas, mais surtout dans la vallée du Rhin, à Cologne, Mayence et Worms, en août et septembre 1146, et sans doute à Wurtzbourg en février 1147. L'archevêque de Cologne protégea les juifs dans son château. L'archevêque de Mayence Heinrich Ier Felix von Harburg prévint saint Bernard de Clairvaux, qui arriva en Rhénanie pour faire cesser les prédications antijuives.
Les communautés juives de Rhénanie constituaient au XIe siècle le principal centre de peuplement juif en Europe (voir Les juifs de culture allemande). La communauté juive de Mayence fut tuée à 90 % lors de la première croisade et encore lors de la deuxième croisade. On se souvient de la déclaration de Jean-Paul II à Mayence. Cette ville était en effet un centre religieux à la fois pour la chrétienté (la cathédrale romane Saint-Martin de Mayence était destinée à être une seconde Rome) et pour le Judaïsme : Mayence était un centre d'étude talmudique, la communauté juive de Mayence était considérée comme la « fille de Sion » et la synagogue était considérée comme un symbole du Temple de Jérusalem. Dans une chronique sur le massacre de la première croisade, un auteur juif de Mayence déclare : « Hélas le support puissant est rompu, ce magnifique bâton, la sainte communauté de Mayence, aussi précieuse que l’or ». Ces événements affectèrent à la fin de sa vie le talmudiste Rachi, qui était à Troyes sous la protection des comtes de Champagne.
Cela n'a pas empêché que, sur le plan intellectuel, au XIIe siècle, des juifs participent aux travaux de traduction de l'œuvre d'Aristote, avec des Arabo-musulmans. Pierre Abélard posa les fondements de la scolastique avec des philosophes arabo-musulmans et juifs. Alors qu'au siècle suivant l'antijudaïsme évolua en se durcissant, on découvre dans l'œuvre de saint Thomas d'Aquin une réconciliation des pensées musulmanes, juives, et chrétiennes à travers la philosophie d'Aristote ; saint Thomas a développé une théologie de l'adoption filiale des juifs de l'Ancienne Alliance.
Par la suite, le monde nouveau né des croisades vit l’essor du grand commerce international et l'arrivée des chrétiens dans les métiers du commerce. Les juifs devinrent alors des rivaux dans la vie économique des XIIe et XIIIe siècles, et furent progressivement mis à l’écart de la société chrétienne.

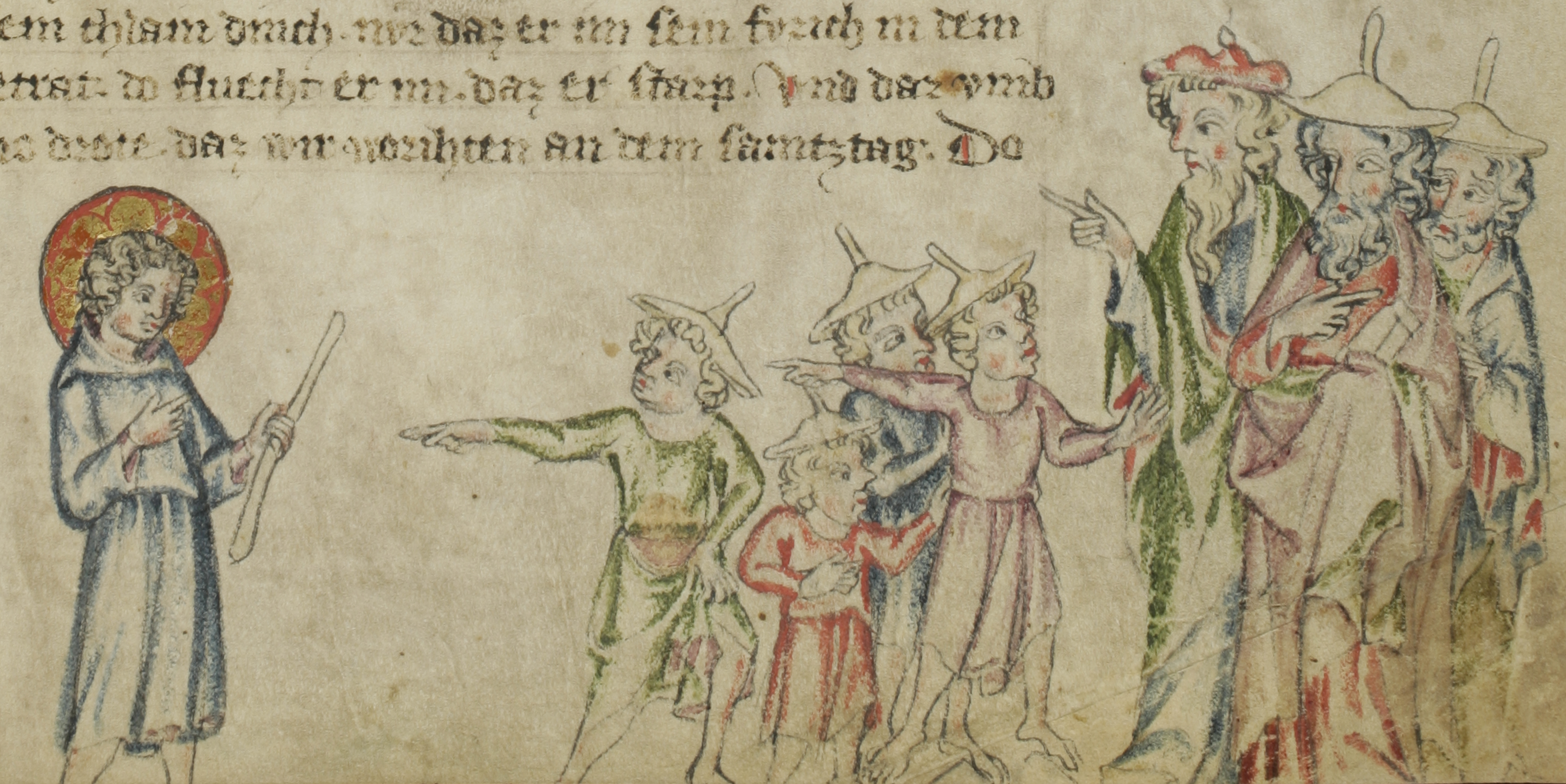
Les enfants juifs (portant le judenhut) se plaignent de Jésus auprès des adultes, Évangile de l'enfance selon Thomas, Klosterneuburger Evangelienwerk, Autriche (v. 1340).

Le IVe concile du Latran (1215) prit des mesures de discrimination contre les juifs, comme l'obligation de porter un costume spécial et la rouelle ou un signe distinctif infamant comme le judenhut (dit « chapeau juif »). Les juifs furent alors considérés par le clergé comme responsables collectivement de la mort du Christ. Le prêt à usure devint la cause d'une grande part du sentiment antijudaïque durant le Moyen Âge. En Italie, puis plus tard en Allemagne et en Pologne, Jean de Capistran (1386–1456) excitait les pauvres contre l'usure des juifs. Cependant, en 1247, le pape Innocent IV condamnait l'antisémitisme et les accusations de meurtre rituel portées en Allemagne par des exaltés contre les Juifs :
« Nous avons entendu parler de la situation déplorable des Juifs contre lesquels quelques princes spirituels et temporels et d'autres seigneurs puissants en vos pays et évêchés imaginent toutes sortes de prétextes, afin de les attaquer, de les piller et de les dépouiller de leurs biens d'une manière injuste. Quoique l'Écriture Sainte leur dise:"Tu ne tueras pas" et leur interdise de toucher pendant la Pâque à quelque chose de mort, on leur impute le crime de communier, ce jour-là, avec le cœur d'un enfant tué, et on fait comme si la loi le leur prescrivait, alors que cet acte serait clairement contraire à la Loi… Se prévalant de cette intervention ainsi que de beaucoup d'autres, on les assaille et on les dépouille de tous leurs biens, sans accusation, sans aveu et sans preuve, contrairement à la justice, on les jette dans les geôles, on les opprime, et on condamne beaucoup d'entre eux à une mort honteuse, de sorte que sous ces princes et seigneurs, ils se trouvent dans une situation pire que leurs ancêtres sous les Pharaons d'Égypte, et qu'ils sont contraints à quitter les villes et les lieux où leurs pères habitaient déjà depuis des temps immémoriaux.
Craignant ainsi leur destruction… ils se sont adressés au Saint-Siège… Et Nous ordonnons de rétablir l'état antérieur et de ne plus les importuner à l'avenir d'une façon ou d'une autre. »
La politique du Saint-Siège était assez variable vis-à-vis des juifs. Quand la situation des Juifs devenait intenable, l’Église les prenait sous sa protection pour préserver ou augmenter ses intérêts ; quand ils vivaient dans l’opulence ou simplement en paix, elle édictait à leur encontre des mesures restrictives ou même infamantes dans le jeu de la concurrence d’une puissance à la fois temporelle et spirituelle. Les disputations judéo-chrétiennes avaient souvent pour conséquence d'engendrer des accusations contre les Juifs.

#### Figurations artistiques

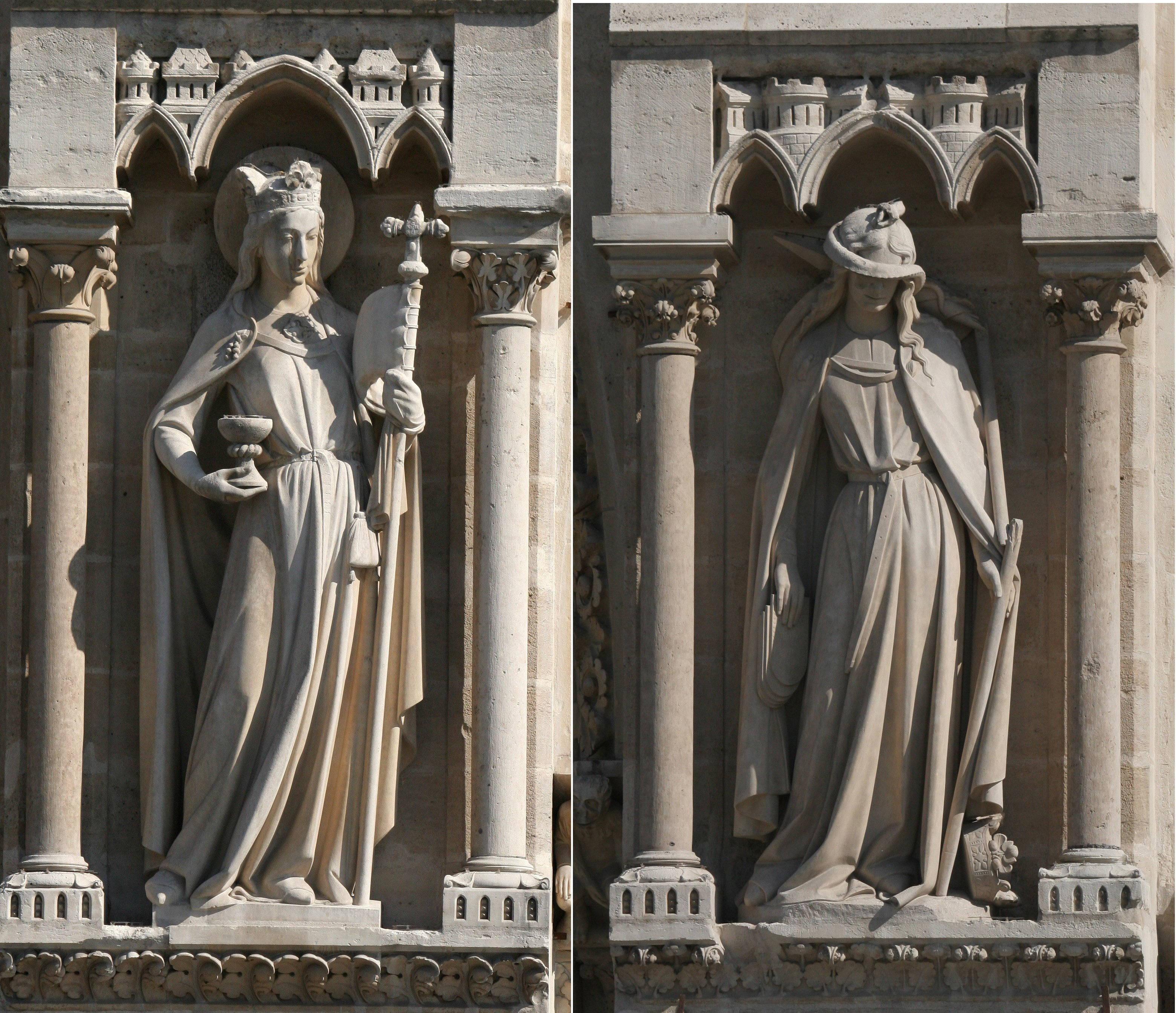
Ecclesia et Synagoga, façade principale de Notre-Dame de Paris. Le bandeau aveuglant Synagoga, autrefois en tissu, est devenu un serpent, « esprit du mal ».

Les représentations artistiques témoignent d'une détérioration très nette de l'image de la synagogue et des Juifs du XIIe au XVe siècle,. Les figurations d'Ecclesia triomphante et Synagoga abaissée, notamment sur les portails des cathédrales européennes (Paris, Bordeaux, Strasbourg, Reims Bamberg, Worms, Magdebourg, Minden, Fribourg-en-Brisgau, Rochester, Lincoln, Salisbury ou Winchester), « ne se trouvent que dans des villes où il existait, au Moyen Âge, des populations juives nombreuses », précise Viollet-le-Duc, et l'art reflétant les passions populaires, les artistes ont le dessein de ridiculiser et rabaisser la Synagogue. L'historien français de l'architecture du XIXe siècle, Daniel Ramée, écrit même dans les années 1840 que s'il connaissait personnellement des « Juifs bons et charitables », néanmoins des cathédrales françaises construites dans les années 1200 ne sont « pas chrétiennes » en raison de « l'élément phénicien-sémitique, connu sous le nom de juif en Europe ». Pour cet historien de l'art de l'époque de Victor Hugo, Notre-Dame de Paris n'était que trop juive dans son imagerie.

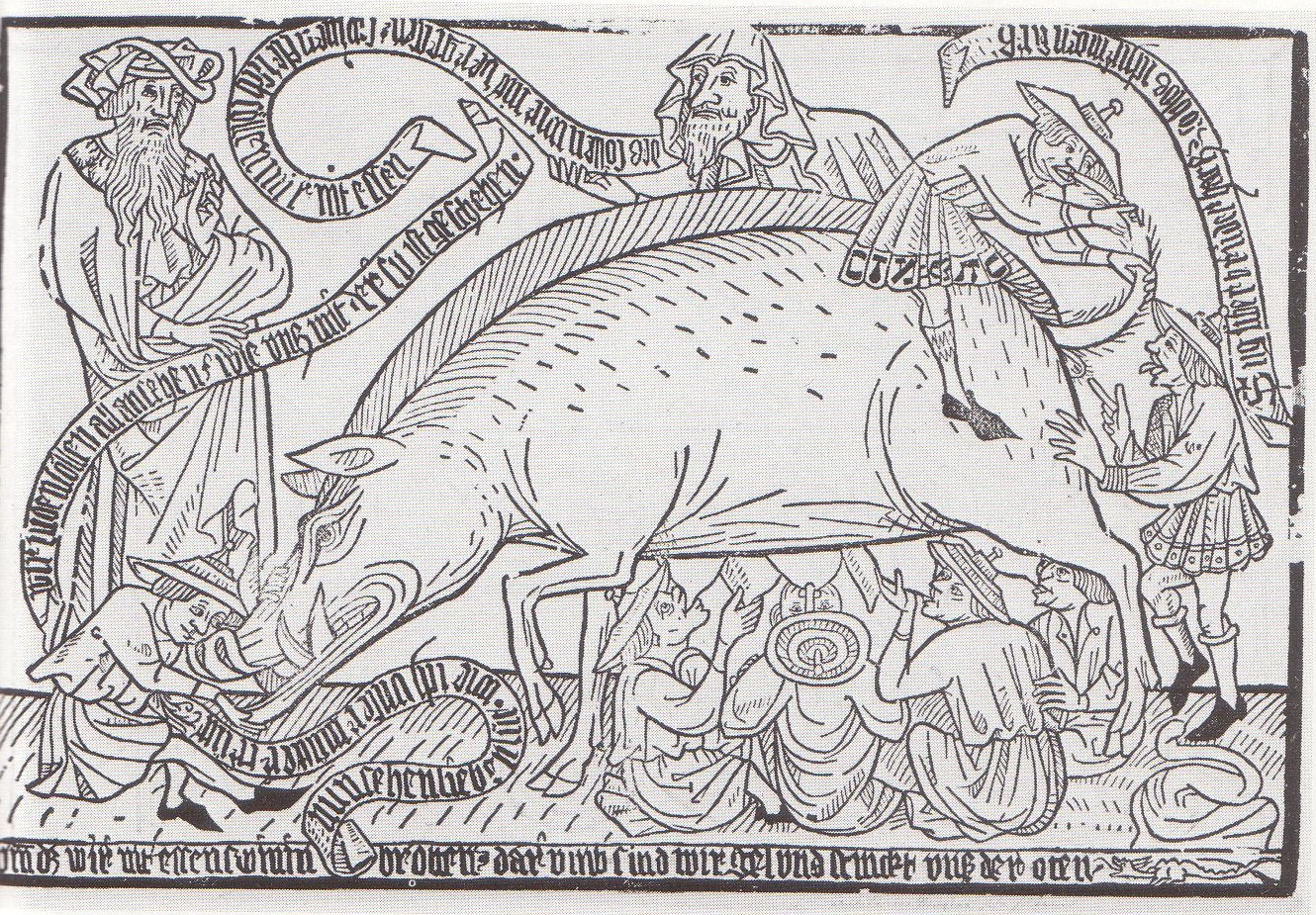
Gravure sur bois allemande montrant un Judensau (« truie juive ») anti-judaïque.

Le thème récurrent du supercessionisme (théologie de la substitution) où le christianisme, devenu « verus Israël », remplace le judaïsme, là où la Nouvelle alliance marque sa supériorité sur l'Ancienne, s'illustre à travers cette iconographie chargée d'antijudaïsme qui émaille toute l'imagerie médiévale chrétienne à partir du IXe siècle, sous forme de statuettes et de plaques en ivoire, de miniatures dans les manuscrits, de peintures, de vitraux et particulièrement de sculptures dites statuaires monumentales. De fait, la synagogue allégorique figurant les Juifs devient ainsi de plus en plus visible et sa déchéance s'exprime plus nettement à mesure que l'antijudaïsme se fait plus virulent et que la mort de Jésus leur est imputée, accusés ainsi de déicide.
Également, à partir du XIIIe siècle, en Allemagne, un motif animalier apparaît pour représenter des Juifs en contact intime avec une truie (Judensau).

#### Juiveries
Des quartiers juifs apparurent au XIIIe siècle en Espagne et au Portugal. En France, on parlait de juiveries ; il y en avait quatre à Paris.
Il y eut plusieurs autodafés du Talmud en 1242 (à Paris), 1286 (Honorius IV), 1319 à 1321 (à Paris), 1415 (à Avignon), et 1553 (dans toute l'Italie) (c'est alors qu'apparaît le mot ghetto).

#### Accusations diverses et expulsions
C'est en Angleterre, à Norwich (1144), qu'eut lieu la première accusation de crime rituel contre les Juifs, avec l'affaire Guillaume de Norwich, qui fut suivie par d'autres. Les Juifs furent également victimes d'accusations de profanation d'hosties.
En France, ce type d'accusation se manifesta à partir des années 1170-1180. Une accusation de crime rituel fut lancée contre les juifs à Blois en 1171. En 1247, le pape dut intervenir contre ces accusations. En 1182, Philippe Auguste procéda à l'expulsion des juifs du domaine royal, alors limité. Les relations entre juifs et chrétiens se dégradèrent rapidement, aboutissant à la transformation de la synagogue de Paris en église en 1183. Philippe Auguste sut rappeler les juifs pour les besoins du Trésor royal, en raison de leurs compétences dans les questions financières. En effet, les juifs autorisaient le prêt à intérêt aux non-juifs, alors que celui-ci était interdit aux chrétiens.
Nous savons que saint Louis considérait que les juifs étaient responsables collectivement de la mort du Christ, mais il ne prit pas de mesure physique contre eux. Toutefois, les disputations entre des théologiens chrétiens, Eudes de Châteauroux, proviseur de la Sorbonne, et l'abbé Nicolas Donin (ancien rabbin converti au christianisme) et quelques docteurs de la loi israélite se tinrent en 1240 sous la présidence de Blanche de Castille et à la demande même de juifs convertis au christianisme. Ceux-ci, avec l'ardeur des néo-convertis, se plaignaient des invectives contre Jésus-Christ et contre la Vierge que contient le Talmud. Les discussions établirent que le reproche était fondé et aboutirent à une ordonnance royale ordonnant de brûler le Talmud en 1242 à Paris et à la traque des manuscrits hébraïques.
En 1254, le projet d’expulsion générale des Juifs du royaume reste lettre morte. En 1306 Philippe le Bel expulsa à nouveau les Juifs. La question de savoir si Charles IV a appliqué ou non l'ordre de Philippe V de bannir les juifs est discutée.
Dans l'Empire, les juifs pouvaient bénéficier, à partir de 1234/1236, de la protection de l'empereur, à condition de payer un impôt (« impôt sur les juifs »), remplacé ultérieurement par des taxes versées à des protecteurs locaux.
La peste noire (1346-1350) provoqua une vague d'émeutes antijudaïques, d'abord en Provence, puis dans plusieurs parties de l'Europe. On accusa alors régulièrement les juifs d'être responsables de l'épidémie.
Après la peste noire, l'antijudaïsme atteint son paroxysme dans l'Europe dominée par des souverains chrétiens.
Un quartier juif fut construit à Avignon. Les juifs comtadins payaient néanmoins cher la protection du pape. Le premier ghetto apparut en Italie à Venise au XVIe siècle. Le pape Pie V avait recommandé que les États limitrophes de ses États pontificaux construisent des ghettos[réf. nécessaire].
En 1394, ce fut la dernière expulsion de France par Charles VI. En Alsace, la situation des juifs se détériora à la fin du XIVe siècle. En 1389, un édit de bannissement interdit aux juifs leur réadmission dans la ville de Strasbourg. Il resta en vigueur jusqu'à la Révolution française.[réf. nécessaire]
Pendant la reconquête de l'Espagne sur les musulmans, les premières persécutions commencèrent en 1391.

### Inquisition espagnole et décret de l'Alhambra
L'Inquisition espagnole se mit en place en 1451 et adopta des mesures très sévères vis-à-vis des Juifs convertis, les conversos ou Marranes, qui continuaient à pratiquer leur religion. En 1492, le décret de l'Alhambra força les Juifs à choisir entre la conversion et l'exil.
Les juifs espagnols se réfugièrent au Portugal, d'où ils furent à nouveau expulsés par un édit de décembre 1496.
Dans ces deux pays, les nouveaux convertis d'origine juive, les Marranes, furent exclus des carrières militaires et ecclésiastiques à partir du milieu du XVe siècle par une série de décrets devant attester la pureté de sang (limpieza de sangre).
En Espagne, dès avant le décret de l'Alhambra de 1492, fleurit une abondante littérature polémique contre les juifs et contre les juifs convertis : dans le Livre de l'Alborayque, les conversos sont assimilés à l'Alborayque, étrange bête hybride dotée d'une queue, et que monterait Mahomet. Ainsi commença à se répandre l'idée que les juifs ont une queue. Cette croyance se propagea à l'époque moderne en Allemagne et d'autres pays d'Europe.
Martin Luther a d'abord eu une attitude conciliante avec les juifs, estimant que la persécution des Juifs n'était pas conforme aux aspirations chrétiennes. Mais lorsqu'il se rendit compte qu'ils s'opposaient à son enseignement, il écrivit alors : Des Juifs et de leurs mensonges. Selon Paul Johnson, cette œuvre « peut être considérée comme le premier ouvrage d'antisémitisme moderne, et comme un grand pas sur la route de l'Holocauste ».
Le catéchisme promulgué à la suite du concile de Trente (1566) répondit à Luther sur les causes de la mort de Jésus-Christ (voir le contenu du catéchisme du concile de Trente) : selon ce catéchisme, la crucifixion n'est pas le fait des Juifs mais de l'humanité tout entière depuis le péché originel. Calvin polémiqua aussi contre les Juifs dans son ouvrage Ad questiones et objecta Judaei[réf. nécessaire].
En France, Bossuet a tenu également des propos très durs vis-à-vis des juifs dans certains de ses sermons, comme ce qui suit : « C'était le plus grand de tous les crimes : crime jusqu'alors inouï, c'est-à-dire le déicide, qui aussi a donné lieu à une vengeance dont le monde n'avait vu encore aucun exemple… ». Menahem Macina, qui cite Jules Isaac, estime que de tels extraits ont alimenté un sentiment antijudaïque jusqu'au XXe siècle, du fait de leur insertion par Alfred Rébelliau dans la collection « les grands écrivains français ».

### Siècle des Lumières et Révolution française
[réf. nécessaire]Des papes continuèrent à promulguer des lois antijuives : Clément XII et Benoît XIV imposèrent le port de la rouelle. Clément XIV est plus libéral mais l'édit de 1775 de Pie VI rétablit la surveillance du ghetto de Rome par l'Inquisition, ainsi que le port de l'insigne.
[réf. nécessaire]À la veille de la Révolution française, les communautés juives en France étaient localisées à Bordeaux (Sépharades) et en Alsace (Ashkénazes). Les Juifs étaient également en Avignon. Les communautés juives étaient souvent assez mal acceptées. Preuve d'antijudaïsme judiciaire en Alsace, Hirtzel Lévy fut condamné à périr sur la roue le 31 décembre 1754 à Colmar pour un crime dont il était innocent.
[réf. nécessaire]Les philosophes des Lumières étaient en général peu favorables aux Juifs, avec quelques exceptions comme Diderot, qui voyait dans le peuple juif un moyen d'ouverture au monde.
Voltaire, conscient des racines judaïques du christianisme, voyait dans l'attaque du judaïsme et des juifs un moyen de saper les fondements de l'Église catholique.
Le courant général de libéralisation en France au XVIIIe siècle profita aux Juifs. L'abbé Grégoire écrivit en 1787 un essai sur les juifs. Le 27 septembre 1791, grâce à Adrien Duport et à l'abbé Grégoire, l'Assemblée nationale vota le décret d'émancipation des Juifs, qui obtinrent la condition de citoyen à part entière, avant même les prêtres.

### Période contemporaine
En France, l'antijudaïsme s'était propagé dans l'enseignement à partir notamment de quelques extraits des sermons de Bossuet.
La progression des Lumières puis leur triomphe allait modifier la question, le christianisme cessant d'être la base de la société. Une partie des élites demeura hostile aux juifs mais sur un fondement différent. Ce renouvellement idéologique ne se diffusa que lentement dans la population. Ainsi dans l'Empire français et malgré le décret de 1791, les Juifs n'étaient pas encore intégrés. Napoléon aurait eu de forts préjugés contre les Juifs, mais son sens de la cause publique et son opportunisme le poussèrent à les intégrer dans la société française[réf. nécessaire]. Malgré l'opposition des députés de l'est, il décida en mai 1806 de convoquer une assemblée de notables, qui seraient choisis « parmi les rabbins, les propriétaires et autres Juifs, les plus distingués par leur probité et leurs lumières ». Les notables siégèrent durant dix mois (26 juillet 1806 - 6 avril 1807), et furent sommés de répondre à un certain nombre de questions qui avaient pour objectif d'établir si les lois juives étaient compatibles avec le droit commun. Les notables répondirent que le judaïsme prescrivait de tenir « comme loi suprême la loi du prince en matière civile et politique », et qu'eux-mêmes s'étaient toujours « fait un devoir de se soumettre aux lois de l'État ».

« Toute 'obstination' contre chaque Juif est une 'obstination' contre toute la Bible »

— Nahman de Bratslav
Deux décrets de Napoléon de 1808 réorganisèrent le culte. Il fallut encore lutter contre des mesures discriminatoires : Adolphe Crémieux fit supprimer le « serment more judaico » que les juifs devaient prêter en justice selon une procédure infamante (1827-1846).
Dans les vingt dernières années du XIXe siècle, en France, le contexte de scientisme transforma l'antijudaïsme en antisémitisme, fondé sur des thèses racistes selon lesquelles les Juifs sont à jamais inassimilables, en raison de leurs caractéristiques biologiques (ou « raciales ») et psycho-culturelles et, d’autre part, sur le thème d’accusation conspirationniste, les Juifs étant accusés de vouloir dominer le monde, à travers manipulations de l’opinion, complots et bouleversements révolutionnaires, sur fond de domination financière plus ou moins occulte. Ces idéologies renvoyèrent au domaine de la pure imagination la connaissance religieuse et théologique. Elles posèrent les germes de l'oubli du Premier Testament[réf. nécessaire].
En France, Auguste Comte, dans son calendrier positiviste, prit « un parti pleinement irrévocable » sur Jésus, selon lequel il maintenait son « exclusion totale » de son système de pensée. Puis, il se considéra comme un nouveau Paul de Tarse, qu'il voyait comme le « véritable créateur » du « dogme catholique », « profondément familier avec les penseurs de la Grèce ».
Les intellectuels juifs (Marx, Freud, Einstein…) ne formaient qu'une petite partie de ce mouvement général de remise en question, allant de la transformation des évidences aveuglantes à des interrogations angoissantes.[réf. nécessaire]
L'antisémitisme se propageait en Europe de l'Est, avec des pogroms en Russie au début du XXe siècle. Il se manifesta en France avec l'affaire Dreyfus (1894-1906), dont les causes profondes furent étudiées notamment par Bernard Lazare et dont Émile Zola se fit l'écho dans la presse. Le dénouement de cette affaire n'a pas empêché que se développent des publications antisémites, tant en France qu'en Allemagne.
Charles Maurras, dont l'idéologie reposait sur une primauté de l'esthétique gréco-latine et s'inspirait du positivisme comtien, considérait que l'une des tares du christianisme résidait dans son ascendance juive. Il réussit à séduire un certain nombre de catholiques sur ce critère, malgré les condamnations de l'Action française par Pie X (1914) puis Pie XI (1926), adoptant les attitudes les plus agressives vis-à-vis des Juifs (« C'est en tant que juif qu'il faut voir, concevoir, entendre, combattre et abattre le Blum »).
Du côté allemand, certains écrits de Luther, d'un antijudaïsme grossier, imprégnaient toujours les milieux protestants mais le racisme allait transformer l'attitude des politiques. Alfred Rosenberg diffusa l'antisémitisme par le biais des Protocoles des Sages de Sion. Il publia en 1930 Le Mythe du vingtième siècle qui donnait des bases théoriques à l'idéologie nazie (« Il s'agit de créer une Église allemande, ancrée dans les forces issues du sang, de la race et du sol, fondée sur un Nouveau Testament expurgé de superstitions, et libérée de l’Ancien Testament »). Six évêques de la province de Cologne réagirent par une déclaration le 5 mars 1931, assimilant les erreurs du nazisme à celles de l'Action française (voir Les catholiques allemands face à la montée du nazisme). Après la prise de pouvoir par Hitler, le vote de la loi des pleins pouvoirs (23 mars 1933), et le concordat du 20 juillet 1933, ni cette déclaration, ni la lettre pastorale des évêques allemands de juin 1934, ni l'encyclique Mit brennender Sorge (1937), ne suffirent à endiguer l'emprise du pouvoir nazi entre 1933 et 1938.
Dans l’encyclique « Mit brennender Sorge », du 21 mars 1937 condamnant le nazisme, le pape Pie XI rappelait le fondement biblique de la foi chrétienne :
« Qui veut voir bannies de l'Église et de l'école l'histoire biblique et la sagesse des doctrines de l'Ancien Testament blasphème le Nom de Dieu, blasphème le plan de salut du Tout-Puissant, érige une pensée humaine étroite et limitée en juge des desseins divins sur l'histoire du monde. (MBS, 16) »,
néanmoins, Jacques Prévotat note en conclusion de son livre l'absence d'un document doctrinal clair de l'Église :
« Pour l'Église, le bénéfice aurait été grand d'une encyclique, expliquant aux fidèles du monde entier qu'un catholicisme qui rompt avec l'Ancien Testament, qui veut purifier l'Évangile de ses racines juives, tourne à l'hérésie, que cette hérésie a un nom, celle de Marcion, condamné au IIe siècle. Une encyclique qui aurait repris l'ensemble du problème aurait, de surcroît donné aux théologiens et aux fidèles les moyens d'affronter, avec une réflexion plus élaborée, le drame du judaïsme pendant la guerre. »
L'encyclique Humani generis unitas n'a pu être promulguée en raison de la mort du pape Pie XI (1939). La position de l'Église catholique pendant la Seconde Guerre mondiale fut des plus délicates, car ses responsables savaient que toute protestation risquait d'entraîner des représailles. Il n'en reste pas moins que les silences de trop de chrétiens face aux déportations des Juifs ont interpellé les consciences, alors que le drame de la Shoah se déroulait sans que l'on en perçût ni l'organisation, ni l'ampleur. Des prêtres figurent dans la liste des Justes parmi les nations. Le Père Pierre Chaillet a publié les Cahiers du Témoignage chrétien — 14 opuscules, qui se succédèrent de novembre 1941 à août 1944 — et a insufflé à la Résistance une dimension spirituelle telle qu'elle a fait dire un jour à Maurice Schumann à la BBC : « Vous avez été notre 18 juin spirituel ! ». Le Père Marie-Benoît (surnommé « le père des Juifs ») a protégé des Juifs à Marseille. Le village de Chambon-sur-Lignon est resté célèbre.
Il est à noter que le cardinal Henri de Lubac écrivit en 1988 Résistance chrétienne à l'antisémitisme. Souvenirs (1940-1944).
Le supersessionisme fut abandonné par la plupart des Églises protestantes libérales dans le courant du XIXe siècle, tandis que l'Église catholique romaine ne s'en était pas encore affranchie.[réf. nécessaire]
Maintenant, l'Europe compte 8 % de la population mondiale juive. Notons qu'en France, en dépit des mesures du gouvernement de Vichy, environ 72 % des Juifs ont survécu, ce qui est une proportion exceptionnelle si on la compare à celle d'autres pays européens, la moyenne européenne étant d'un peu plus de 33 % (8 % en Pologne).[réf. nécessaire]

## Après la Seconde Guerre mondiale

### Le concile Vatican II
Après la tragédie de la Shoah, le Conseil international des chrétiens et des juifs se réunit en 1947 à la conférence de Seelisberg, en Suisse, pour étudier les causes de l'antisémitisme chrétien, à l'instigation de personnalités juives (dont l'historien Jules Isaac) et chrétiennes. C'est lors de cette conférence que Jules Isaac rencontra Paul Démann, qui écrivit entre 1948 et 1965 plusieurs études pionnières sur les relations entre judaïsme et christianisme, dont La catéchèse chrétienne et le peuple de la Bible. Constatations et perspectives (1952). Paul Démann releva des passages antijudaïques dans les manuels d'enseignement religieux qui ont nourri la foi des catholiques de la fin du XIXe siècle aux décennies qui ont précédé le concile Vatican II, dans le cadre d'une enquête reposant sur l'examen d'« environ 2000 volumes ».
Compte tenu des enseignements des Pères de l'Église, on considère que l'antisémitisme plonge ses racines dans l'antijudaïsme chrétien, aussi bien catholique qu'orthodoxe ou protestant. L'historien Jules Isaac, artisan de l'amitié entre Juifs et chrétiens, a identifié ces causes dans L'Enseignement du mépris, publié en 1962.
L'Église catholique a reconnu avoir diffusé une culture antijudaïque dans le passé. Jean XXIII a supprimé en 1959 la mention ambiguë pro perfidis Judaeis dans la prière universelle du Vendredi saint, suppression mise en œuvre de façon définitive par Paul VI dans le missel de 1969.
D'une façon plus générale, le concile Vatican II a entériné l'abandon de la théologie de la substitution en 1964-1965. Il a jeté les bases du dialogue interreligieux avec la déclaration Nostra Ætate (1965), dont le paragraphe 4 porte sur la religion juive.

### Tentatives d’interprétations

#### Querelle d'héritage
Après la destruction du second Temple (70), une première scission se produit : les Pharisiens sont d'abord considérés par les chrétiens comme des gens attachés aux traditions, sans voir qu'ils transmettaient aussi la loi orale de Moïse[réf. nécessaire]. (C'est-à-dire que les traditions des Pharisiens, dont on parle dans les évangiles, sont appelées par les Juifs la Loi orale, censée provenir en partie de Moise lui-même.)
Ultérieurement, alors que les communautés juives installées en Galilée et en Mésopotamie mettent par écrit la loi orale de Moïse (Talmud de Jérusalem au IVe siècle et Talmud de Babylone au VIe siècle), les chrétiens tolèrent généralement les Juifs, mais ils commencent à s'en méfier, considérant que ce peuple a trahi le Jésus à travers le personnage de Judas Iscariote[réf. nécessaire].
À la suite de Justin de Naplouse, les chrétiens se présentent comme le « véritable Israël » (« verus Israel »). Francis Deniau pense que l'origine de l'expression se trouverait dans des interprétations des épîtres de Paul : dans l’épître aux Galates 6, 15-16, après avoir affirmé : « la circoncision n’est rien, ni l’incirconcision ; il s’agit d’être une créature nouvelle » Paul ajoute : « à tous ceux qui suivront cette règle, paix et miséricorde, ainsi qu’à l’Israël de Dieu ». On a souvent opposé cette expression à 1 Corinthiens 10, 18 qui parle de l’Israël selon la chair, en l’interprétant comme le peuple juif, alors que les chrétiens seraient l’Israël de Dieu, le véritable Israël.
Les chrétiens considèrent alors le peuple juif comme un peuple-queue, suivant l'interprétation du Deutéronome (Dt 28, 44). Pierre Savy a montré que la croyance selon laquelle les Juifs ont une queue serait une métaphore, conséquence de cette interprétation des textes de la Bible. D'où une tendance à l'animalisation des juifs, voire à leur diabolisation, et à laisser penser que les juifs n'appartiennent pas à l'espèce humaine.
Les Juifs commencent épisodiquement à servir de boucs émissaires, soit pour cause de mémoire non assumée par les chrétiens, de rivalité du type de celle qu'on trouve entre frères ennemis se disputant la place principale auprès de Dieu le Père, soit pour cause de désaccords métaphysiques infranchissables concernant la divinité du Christ et l'universalité de la religion.
Les Juifs, en tant que minorité religieuse au sein de la chrétienté, étaient davantage considérés comme des talmudistes s'opposant au christianisme et à la Nouvelle Alliance par des textes tardifs, que comme les grands ancêtres des chrétiens à qui ils auraient transmis leur religion.
Pour les chrétiens, qui cherchaient à appliquer le message du Christ, à partir du moment où avait été annoncée la « Nouvelle Alliance » avec Dieu, supposée remplacer la première, les Juifs, étaient soit des rivaux, les premiers à avoir été distingués par Dieu le Père, soit une frange résistante de l'ancien peuple élu, frange ayant trahi son rôle dévolu : ils revendiquaient l'héritage de l'Ancienne Alliance, cette promesse faite à Abraham, cette promesse de Dieu à son peuple recueillant la Loi (avec toutes les nations au pied du Sinaï ; la parole de Dieu s'entendait en toutes les langues), ainsi que le Talmud, dont l'application s'opposait au christianisme.

#### Approche psychanalytique
Selon Charles Melman, le christianisme a tenté sans cesse de tuer la figure paternelle enviée et haïe de son père juif armé de la Loi et de ses « privilèges » dans un rapport œdipien pour prendre sa place mais réapparaissant obsessionnellement, physiquement, pour lui rappeler la loi transgressée de ne pas tuer, le poussant encore à l'acte. Pour Jean-Pierre Winter, la piste explorée est celle de la perversion devant l'incomplétude de l'être : l'anti-judaïsme ou l'antisémitisme servent à reconstituer l'unité devant l'autre.

### Interprétation de la Bible
(novembre 2021).
- Si vous ne connaissez pas le sujet, laissez ce bandeau (vous pouvez alors contacter les auteurs).
- Si vous supprimez le contenu mis en cause (vous pouvez préalablement contacter les auteurs),

argumentez précisément cette suppression dans la page de discussion
(un manque de référence n'est pas un argument ; une recherche réelle de référence doit avoir été effectuée, être formellement documentée).
La Shoah a poussé certains exégètes chrétiens à s'interroger sur les causes de l'antijudaïsme jusque dans les textes. Afin de comprendre dans quelle mesure les textes de la Bible peuvent être interprétés d'une façon hostile aux Juifs, il est nécessaire de connaître le contexte historique lors de la prédication de Jésus.
Dans sa prédication, Jésus s'est assez souvent opposé aux Pharisiens et aux scribes, ce qui l'a conduit progressivement à un conflit avec la hiérarchie religieuse essentiellement concentrée à Jérusalem. Les textes canoniques où l'on trouverait certains propos hostiles aux Juifs ou certaines catégories d'entre eux sont surtout l'évangile selon Matthieu et l'évangile selon Jean, les auteurs étant principalement juifs.
- Évangile selon Matthieu :

Au chapitre 23, Jésus prononce plusieurs fois l'expression « malheureux êtes-vous, scribes et Pharisiens hypocrites ». On peut se reporter à l'analyse qu'en fait Ulrich Luz, qui pense que « la tâche de reprendre de façon critique l'antijudaïsme théologique vise le centre de la foi chrétienne ». Ce passage ne vise cependant que la mauvaise foi de responsables religieux.
Au chapitre 27, les juifs sont réunis à Jérusalem lors du procès de Jésus.
« Voyant alors qu'il (Pilate) n'aboutissait à rien, mais qu'il s'ensuivait plutôt du tumulte, Pilate prit de l'eau et se lava les mains en présence de la foule, en disant : « Je ne suis pas responsable de ce sang ; à vous de voir ! » Et tout le peuple répondit : « Que son sang soit sur nous et sur nos enfants ! » ». Ce passage souvent cité comme fondateur de l'antijudaïsme et effectivement utilisé par les auteurs antijudaïques comme fondant la responsabilité collectives des juifs dans l'exécution de Jésus, n'est cependant pas recevable dans la logique chrétienne d'une part parce que la théologie enseigne que le Christ est mort pour l'humanité tout entière et qu'il est mort à cause du péché de celle-ci, d'autre part parce qu'un tel cri ne pourrait concerner que les personnes présentes lors du procès et qui ont crié en ayant pleine conscience de rejeter le Christ.
- Chez Jean :

Il s'agit souvent des interventions de l'évangéliste qui dit « les Juifs... » au lieu de « les gens » en réponse à de longs discours de Jésus, ou de la manière dont est relaté le procès de Jésus.
Par exemple :
« Et il leur disait : « Vous, c'est d'en bas que vous êtes, moi, c'est d'en haut que je suis
Vous, c'est de ce monde que vous êtes ; moi, je ne suis pas de ce monde. » »
"Mais Jésus ne se fiait point à eux, parce qu'il les connaissait tous"
"Et il y avait dans la foule une grande rumeur à son sujet. (…)
Cependant personne ne s'exprimait librement sur son compte, par crainte des Juifs."
« Vous êtes du diable, votre père, et ce sont les désirs de votre père que vous voulez accomplir. »
Ce dernier Evangile de Jean étant le plus tardif - les dernières mains interviennent à l'époque où les chrétiens ont quitté la synagogue au début du IIe siècle -, il semble avoir renoncé à s'adresser aux juifs pour se tourner vers les païens. C'est ainsi qu'on pourrait comprendre son antijudaïsme devenu dangereux par la suite, selon Rudolph Pesch. On peut aussi se reporter à l'analyse de Martinus de Boer. Mais dans la logique de la théologie catholique, tous ces reproches s'adressent non aux juifs en tant que peuple mais en tant que représentants de l'Humanité lorsqu'elle refuse la vérité que le Christ est dit apporter. C'est toute l'humanité qui est accusée par ce passage ; dans le cas contraire, l'Évangile considérerait que l'enseignement du Christ s'adresserait seulement aux Juifs.
En revanche, dans le passage de la Samaritaine, qui se déroule au bord du Puits de Jacob, lieu hautement symbolique de la tradition juive (chapitre 4), Jésus déclare : « Vous adorez ce que vous ne connaissez pas ; nous, nous adorons ce que nous connaissons, car le salut vient des Juifs ».
Ce passage est à rapprocher du cantique du vieillard Siméon dans lequel l'Évangile présente le fait de voir naître en son sein le Messie, le sauveur du Monde comme "la gloire d'Israël". De la même façon, si le Christ, juif lui-même, critique les juifs, c'est à chaque fois pour leur reprocher, eux qui ont eu les prophètes pour les préparer, de ne pas reconnaître le Messie quand il vient.

#### Dans les Actes des Apôtres
Après le concile de Jérusalem, Paul rencontre des difficultés avec les Juifs, à Thessalonique, Bérée, Athènes, et est traduit en justice à Corinthe (chapitres 17-18). De retour à Jérusalem, Paul comparaît devant le Sanhédrin, où une scission se produit entre Sadducéens (qui ne croyaient pas en la Résurrection) et les Pharisiens (qui y croyaient). Une quarantaine de Juifs va trouver les grands prêtres (Ac 23, 12-15). À Rome, les Juifs sont partagés sur le message de Paul, qui cite Isaïe (Ac 28, 23-28). Selon Daniel Marguerat, les Actes des Apôtres peuvent être interprétés de deux manières différentes (voir aussi Peuple déicide).

#### Dans les épîtres de Saint Paul
Saint Paul est quelquefois critiqué pour une violente polémique contre les Juifs dans la première épître aux Corinthiens.
« Ceux-ci ont mis à mort le Seigneur Jésus et les prophètes, et ils nous ont persécutés. Ils déplaisent à Dieu et sont ennemis de tous les hommes ».
Paul reproche en effet aux Juifs qu'il estime avoir été préparés par les enseignements des prophètes, de ne pas reconnaître le Messie une fois qu'il est venu et de demander davantage que la logique des enseignements du Christ et leur cohérence avec ceux de l'Ancien Testament. Mais il en a autant pour les Païens : « Les Juifs demandent des miracles et les Grecs cherchent la sagesse : nous, nous prêchons Christ crucifié ; scandale pour les Juifs et folie pour les païens, mais puissance de Dieu et sagesse de Dieu pour ceux qui sont appelés, tant Juifs que Grecs » (1 Co 1, 22-24).
Sa réflexion théologique s'approfondit dans l'épître aux Romains, lorsqu'il déclare :

« J'affirme ceci dans le Christ, car c'est la vérité, je ne mens pas, et ma conscience m'en rend témoignage dans l'Esprit Saint. J'ai dans le cœur une grande tristesse, une douleur incessante. Pour les Juifs, mes frères de race, je souhaiterais même être maudit, séparé du Christ : ils sont en effet les fils d'Israël, ayant pour eux l'adoption, la gloire, les alliances, la Loi, le culte, les promesses de Dieu ; ils ont les patriarches, et c'est de leur race que le Christ est né, lui qui est au-dessus de tout, Dieu béni éternellement. »

Dans l'épître aux Galates, saint Paul affirme : « La circoncision n'est rien, ni l'incirconcision ; il s'agit d'être une créature nouvelle ». Puis il ajoute : « À tous ceux qui suivront cette règle, paix et miséricorde, ainsi qu'à l'Israël de Dieu ». Cette réflexion ne signifie pas un mépris des traditions juives mais est venue à un moment où, des non juifs devenant chrétiens, la question de les circoncire se posait : puisque le christianisme s'appuie sur le judaïsme, doit-on passer d'abord par les traditions juives avant le baptême ? Saint Paul répond que non, on peut devenir chrétien tout de suite, sans un préalable judaïque.
Depuis soixante ans, devant les persécutions nazies et la Shoah, les chrétiens ont repris conscience de ce rappel de Paul : « Les dons et l'appel de Dieu sont irrévocables » (Romains 11, 28-29). Les chrétiens ont redécouvert concrètement la présence d'Israël, et redécouvert que la fidélité d'Israël à sa Torah avait, aujourd'hui et non seulement dans le passé, un sens spirituel, une signification dans le dessein de Dieu pour le monde.

### Autres interprétations
La théologie de la substitution qui a longtemps prévalu s'est concentrée sur certains passages du Nouveau Testament, pour présenter l'Église comme le « véritable Israël ».
En fait, d'autres théologiens à la suite de saint Ambroise et de saint Augustin, ont proposé d'autres interprétations des évangiles, portant par exemple sur la parabole de l'enfant prodigue, que certains préfèrent appeler la parabole du Père et de ses deux fils, ou du Père prodigue, du fils perdu, du fils retrouvé. Ainsi, saint Augustin compare Israël au fils aîné de la parabole sorti dans les champs, alors que le fils cadet, l'Église ou les pêcheurs, revient après une période de débauche. Le père représente Dieu qui prie son fils aîné de rentrer, figurant Israël sauvé.
Pierre Chrysologue, évêque de Ravenne (Ve siècle) commence cinq sermons sur cette parabole de la façon suivante :
« Aujourd'hui le Seigneur appelle le père et ses deux fils pour nous les présenter afin de découvrir au travers d'une belle image figurative la grande révélation de sa bonté, la cruelle jalousie du peuple juif et le retour du peuple chrétien dans une attitude de suppliant ».
Le pape Grégoire le Grand emploie une allégorie à partir du livre de Job, tandis que Bède le Vénérable utilise aussi la parabole de l'enfant prodigue dans une homélie, reprise par Paul Diacre au VIIIe siècle lors de la Renaissance carolingienne.

« Vous êtes nos frères de prédilection, et en un certain sens nos frères aînés »

— Jean-Paul II à la synagogue de Rome, le 13 avril 1986.

#### Position actuelle de l’Église catholique
Les rencontres d'Assise permettent d'approfondir les points de convergence du christianisme avec les autres religions.
Depuis 25 ans environ, de nombreuses études (voir bibliographie) approfondissent la judéité de Jésus, et remettent en cause un très grand nombre d'idées reçues sur le christianisme ancien.
En 1986, le pape Jean-Paul II a visité la Grande synagogue de Rome, ce qui fut la première visite d'un pape dans une synagogue depuis les premiers siècles.
En 1991, le catéchisme promulgué par Jean-Paul II précise (paragraphe 597) :
« Les Juifs ne sont pas collectivement responsables de la mort de Jésus.
En tenant compte de la complexité historique du procès de Jésus manifestée dans les récits évangéliques, et quel que puisse être le péché personnel des acteurs du procès (Judas, le sanhédrin, Pilate) que seul Dieu connaît, on ne peut en attribuer la responsabilité à l'ensemble des Juifs de Jérusalem, malgré les cris d'une foule manipulée et les reproches globaux contenus dans les appels à la conversion après la Pentecôte. Jésus Lui-même en pardonnant sur la Croix et Pierre à sa suite ont fait droit à l'ignorance (Ac 3, 17) des Juifs de Jérusalem et même de leurs chefs. Encore moins peut-on, à partir du cri du peuple : « Que son sang soit sur nous et sur nos enfants » (Mt 27, 25) qui signifie une formule de ratification, étendre la responsabilité aux autres Juifs dans l'espace et dans le temps.
Aussi bien l'Église catholique romaine a-t-elle déclaré au concile Vatican II : Ce qui a été commis durant la Passion ne peut être imputé ni indistinctement à tous les Juifs vivant alors, ni aux Juifs de notre temps. (…) Les Juifs ne doivent pas être présentés comme réprouvés par Dieu, ni maudits comme si cela découlait de la Sainte Écriture ».
En 1993, le Vatican reconnait officiellement l'État d'Israël. Lors des repentances en 1995 (Églises d'Allemagne et de Pologne), 1997 (Église de France), 1998, et 2000, l'église catholique a reconnu ses fautes envers le judaïsme.
La reconnaissance de la signification actuelle de la fidélité d'Israël est la voie sur laquelle l'Église catholique romaine s'est engagée, en y découvrant un approfondissement de sa compréhension d'elle-même, de la signification de la bonne nouvelle du Christ, et de l'espérance pour le monde.
Selon le pape Benoît XVI, l'exclamation que Matthieu impute aux habitants de Jérusalem : « Que son sang soit sur nous et sur nos enfants » (Mt 27, 25) ne peut jamais être interprétée négativement : « Ce n'est pas une malédiction, mais une rédemption, un salut ». Car pour le pape, le sang de Jésus « n'exige ni vengeance ni punition, mais est réconciliation ». Il laisse donc entendre que le sang de Jésus a racheté son peuple. Benoît XVI a rappelé la pensée de saint Thomas d'Aquin le 28 janvier 2007 :

« Le calendrier liturgique rappelle aujourd'hui saint Thomas d'Aquin, grand docteur de l'Église […] Le rapport entre foi et raison constitue un sérieux défi pour la culture actuellement dominante dans le monde occidental et, précisément pour cette raison, le bien-aimé Jean-Paul II a voulu y consacrer une encyclique intitulée justement Fides et ratio, - Foi et raison. J'ai moi-même récemment repris cet argument dans le discours à l'Université de Ratisbonne […] Avec une sagesse clairvoyante, saint Thomas d’Aquin réussit à instaurer une confrontation fructueuse avec la pensée arabe et juive de son temps, au point d’être considéré comme un maître toujours actuel de dialogue avec d’autres cultures et religions. »

En 2021, « gardant le souvenir des victimes de la Shoah et des assassinats antisémites de ces dernières décennies », les évêques de France publient la déclaration « Lutter ensemble contre l’antisémitisme et l’antijudaïsme sera la pierre de touche de toute fraternité réelle ». Ils décident de confier au Service national pour les relations avec le judaïsme, dirigé par le père Christophe Le Sourt, la rédaction d'un ouvrage pédagogique reprenant les enseignements de l'Église catholique depuis Vatican II et la déclaration Nostra Ætate. L'ouvrage, publié en juin 2023, préfacé par le grand rabbin de France Haïm Korsia, s'intitule Déconstruire l'antijudaïsme chrétien et se présente en vingt chapitres traitant chacun d'une thématique de l'antijudaïsme chrétien.
En dépit de l'antisémitisme et de l'antijudaïsme chrétiens, les sources juives ont toujours été reconnues dans le christianisme.

## Contentieux judéo-musulman

### Le statut de dhimmi
Il y a eu des périodes de tolérance relative durant lesquelles les Juifs ont pu prospérer intellectuellement et économiquement de façon significative et exercer une influence politique certaine au sein des gouvernements islamiques. En réalité, et plus souvent qu'on ne le croit, le sort des Juifs n'a pas été toujours enviable. Du Maroc jusqu'en Perse, ils ont subi misères et humiliations, insécurité et violences populaires. Cette période d'adversité, aux XIe et XIIe siècles, a amené un des plus célèbres philosophes juifs du Moyen Âge, Maïmonide, à s'adresser non sans amertume à la « nation d'Ismaël » qui « nous persécute cruellement et qui met en place tous les moyens de nous nuire et de nous avilir ». En fait, l’ « Âge d'Or » des Juifs sépharades, qui a coïncidé avec l'apogée de la civilisation islamique au Moyen Âge, n'a pas été sans provoquer envie et hostilité parmi les musulmans face à l'influence croissante des juifs et à leurs succès socio-économiques notables.
Il s’agit simplement, au départ, de rivalités et concurrences socio-économiques “rationalisées” justifiées a posteriori avec des arguments religieux et des fabulations.
Le statut légal des juifs et des chrétiens sous domination islamique dans l'ère prémoderne, était essentiellement celui de dhimmi (« peuple protégé »), dont les religions étaient officiellement reconnues par les autorités (en place). En s'acquittant d'une taxe (jîzya), ils pouvaient exercer librement leur religion, jouir d'un certain degré de sécurité personnelle, et fonder leurs propres organisations communautaires. Mais la protection accordée aux « peuples du Livre » (ahl al-kitab) était accompagnée d'une forme d'assujettissement. La « tolérance » dont ils bénéficiaient était limitée à l'intérieur d'un cadre social étroit qu'ils ne pouvaient transgresser ; discriminations et interdits soulignaient constamment la supériorité et la préséance des musulmans sur les Juifs et les chrétiens.
Le coup de génie de l’islam ottoman a été la conversion à l'islam par l’exception de cette taxe d’jîzya du dhimmi (« peuple protégé ») aux chrétiens et juifs et tout autre non-musulman. Il était interdit aux Juifs de porter des armes, par exemple, ou de monter à cheval. Ils étaient en outre, astreints au port d'un vêtement distinctif (comme en Europe occidentale depuis le quatrième concile du Latran). De plus, ils ne pouvaient pas construire de nouveaux lieux de culte (références : « Canal Science ». « Télé-Science », QC, Canada).
Dans des pays plus éloignés comme le Maroc, l'Iran et le Yémen, les Juifs avaient subi des humiliations, été maltraités physiquement et méprisés. Les restrictions liées au statut de dhimmi ont été renforcées et appliquées avec plus de rigueur encore. Les émeutes accompagnées de pillage et de meurtres dirigées contre la population juive étaient plus fréquents dans ces contrées périphériques et cela jusqu'à l'aube du XXe siècle. D'autres régions d'Afrique du Nord connurent des épisodes tragiques durant le XIXe siècle et à des intervalles assez réguliers. À la même époque est apparu le pamphlet diffamatoire accusant les Juifs d'utiliser le sang d'enfants pour leurs[rituels. Cette monstrueuse calomnie, qui avait fleuri parmi les communautés grecques orthodoxes sous l'Empire ottoman, comme en Europe occidentale, a eu pour conséquence le déferlement de pogroms à Smyrne (1872) puis à Constantinople deux ans plus tard. D'autres accusations de crime rituel commis par les Juifs avaient été déjà enregistrées à Beyrouth en 1824, à Antioche (1826), à Hama (1829), à Damas en 1840 (la sordide affaire de Damas).
Il faut dire toutefois que le sort des Juifs soumis au statut de dhimmi, malgré toutes ses conséquences douloureuses, était, somme toute, plus enviable que celui de leurs coreligionnaires vivant en terres chrétiennes du “Contentieux judéo-catholique romain”. Plus sûrs et plus confiants en eux-mêmes, les musulmans de l'époque médiévale n'éprouvaient pas la même obsession que celle qui habitait leurs homologues chrétiens, refusant de reconnaître le judaïsme en tant que religion.
Le Coran met l'accent tout particulièrement sur le fait que les Juifs ont rejeté Mahomet alors même (selon des sources exclusivement musulmanes) qu'ils reconnaissaient sa qualité de prophète, par jalousie et par dépit, sous prétexte qu'il n'était pas juif.
Ainsi, se propage, de nouveau, dans le monde musulman le mythe du complot.
La notion selon laquelle les Juifs sont, par exemple, des « falsificateurs arrogants », ourdissant sans cesse de nouveaux complots, intrigant pour semer la discorde, créer des conflits et des divisions au sein de la communauté musulmane, est considérée comme une évidence en parfaite conformité avec l'enseignement coranique. Seule une adhésion sans faille aux vraies valeurs Islamiques pourra préserver les musulmans de la terrible menace que représente l'infiltration impérialiste, judéo-sioniste et occidentale, péril prétendument anticipé et répété dans les textes sacrés du Coran (références : Canal Savoir. « Télé-Savoir », QC, Canada).
La compensation réussie d’un sentiment d'infériorité statutaire a conduit au désir mimétique des rivalités socio-économiques rationalisées dans les antijudaïsmes chrétien et musulman doctrinaux pour inventer une victime émissaire, de l’antijudaïsme à l’antisémitisme jusqu’à l’antisionisme de différentes sources.
- Source psychologique du contentieux judéo-musulman.

Par la très grande proximité de langue et de rite et par le même milieu de vie, il se crée une oscillation indissociable d’effroi-fascination mutuelle du semblable-différent représentatif par la salutation : Salam-Shalom.
Ce « semblable-différent » est peut-être au fondement du contentieux judéo-musulman, plus profond que le contentieux judéo-catholique romain, dans lequel la différence l'emporte sur la similarité linguistique et rituelle des interdits alimentaires et des ablutions qui se réduisent à un simple « rince-doigt » dans l'Église catholique romaine.
- Source historique et théologique du contentieux judéo-musulman

L’islam se range de façon incontestable parmi les trois grandes religions monothéistes (fondées sur la foi en un Dieu unique, aux côtés du judaïsme et du christianisme. Mais ce n'est pas, comme on le prétend parfois, une « religion du Livre » (le Livre en question étant la Bible). Selon l'islam, la Révélation divine tient en quatre livres successifs : la Torah de Moïse, les Psaumes de David, les Évangiles de Jésus, enfin le Coran de Dieu lui-même. Chaque livre complète et annule les précédents.[réf. nécessaire]) En accusant les juifs et les chrétiens d'avoir déformés leurs livres, l'islam d'aujourd'hui considère que le Coran est le seul livre révélé à notre disposition. Celui-ci évoque les grandes figures de la Bible, Abraham, Moïse et même Jésus et Marie, mais dans des termes qui n'ont, pour René Girard rien à voir avec le texte biblique : « Dans l'islam, le corpus biblique est totalement remanié pour lui faire dire autre chose que son sens initial. La récupération sous forme de torsion ne respecte pas le texte originel sur lequel, malgré tout, le Coran s'appuie », rappelle le philosophe.
Sensible à la théologie juive, Mahomet s'en inspire au commencement dans ses recommandations sur le jeûne et les interdits alimentaires relatifs au porc. Il adopte le calendrier lunaire des Juifs, avec des mois réglés sur les cycles de la Lune. Il fixe le jeûne pendant la fête juive de l'Expiation. Et il prescrit à ses fidèles de se tourner vers Jérusalem pour la prière. Il n'empêche que trois des quatre communautés juives de Médine persistent dans leur refus de se convertir à la nouvelle foi. Ces juifs reprochent en particulier à Mahomet de détourner le sens des textes bibliques et osent même se moquer de lui.
Le 11 février 624, une révélation divine enjoint à Mahomet et à ses disciples que la prière rituelle se fasse désormais en se tournant non plus vers Jérusalem mais vers la pierre noire de la Kaaba (*), le sanctuaire des idolâtres de La Mecque. La bataille de Badr est la première bataille victorieuse des Arabes musulmans. C'est la revanche de Mahomet contre le clan quraychite qui l'avait contraint à l'exil vers Médine, et eut lieu le 17 mars 624. Ce fut une grande victoire pour les musulmans. Les Quraych auront leur revanche un an plus tard lors de la bataille de Uhud (625). À son retour triomphal de la bataille de Badr, Mahomet ordonne l'exécution de deux prisonniers mecquois qui s'étaient montrés particulièrement virulents à l'égard du Prophète et de ses disciples.
Mahomet remarque par ailleurs que les juifs de Médine se sont tenus à l'écart de la bataille. Son dépit à leur égard n'en devient que plus grand. C'est ainsi que de nouvelles révélations divines l'amènent à remodeler le calendrier. Elles précisent en particulier que le jeûne musulman se pratiquera pendant le mois de ramadan, celui durant lequel se déroula la bataille de Badr. Les interdits alimentaires exprimés dans les révélations faites au Prophète restent quant à eux assez semblables à ceux des juifs.
Le fossé se creuse entre les juifs de Médine et la communauté des croyants. Trahisons, violences et médisances alimentent la zizanie, malgré le code de bonne conduite établi lors de l'arrivée de Mahomet. Peu après la bataille de Badr, un incident met le feu aux poudres. Une ou plusieurs musulmanes sont molestées au marché par des juifs de la tribu des Banu-Kainuka. Échauffourée, meurtres de part et d'autre. Le chef de la tribu mise en cause refuse de payer l'amende réglementaire aux parents des victimes musulmanes. La tribu est assiégée par le Prophète et ses disciples et, au bout de deux semaines, contrainte de leur livrer ses immenses biens et d'émigrer.
Un peu plus tard, le 21 mars 625, lors de la fameuse bataille d'Ohod entre Mecquois et Médinois, la deuxième tribu juive, celle des Banu-Nadhir, se voit reprocher de soutenir les habitants de La Mecque. Elle est chassée vers le nord après un long siège et une violente bataille avec les musulmans. Tandis que les musulmans poursuivent la guerre contre les Koraishites de La Mecque, Mahomet s'irrite de plus en plus du manque de soutien des juifs de Médine à son égard. La crise arrive à son terme en 627, après la bataille du Fossé qui met une dernière fois aux prises Mecquois et musulmans de Médine.

Par exemple : 
Al-Maidah 60 : Dis : Puis-je vous informer de ce qu'il y a de pire, en fait de rétribution auprès d'Allah ? Celui qu'Allah a maudit (le Juif), celui qui a encouru Sa colère, et ceux dont Il a fait des singes, des porcs (les juifs), et de même, celui qui a adoré le Tagut, ceux-là ont la pire des places et sont les plus égarés du chemin droit.
An-Nisa 155-157 : Nous les avons maudits (les Juifs) à cause de leur rupture de l'engagement, leur mécréance aux révélations d'Allah, leur meurtre injustifié des prophètes, et leur parole : ‹Nos cœurs sont (enveloppés) et imperméables›. En réalité, c'est Allah qui a scellé leurs cœurs à cause de leur mécréance, car ils ne croyaient que très peu.
Al-Maidah 78 : Ceux des Enfants d'Israël qui n'avaient pas cru (les Juifs) ont été maudits par la bouche de David et de Jésus fils de Marie, parce qu'ils désobéissaient et transgressaient.
Hadith : La Dernière Heure ne viendra pas avant que les musulmans combattent les juifs et les musulmans les tueront jusqu'à que les juifs se cachent derrière une pierre ou un arbre. La pierre et l'arbre diront « Musulman, serviteur d'Allah, Il y a un juif derrière moi, vient le tuer », mais l'arbre Gharqad ne dira rien car c'est l'arbre des juifs. ( Muslim 41.6985-6984, 41.6981, voir également Bukhari 4.52.176-177, 4.56.791)

### Historique
Dans l'islam médiéval, les convertis de toutes origines cessaient d’être l'objet de contraintes - le phénomène est toutefois totalement marginal[réf. nécessaire] -, mais juifs ou chrétiens, les non-musulmans restaient des dhimmis, au statut inférieur sans que l'on puisse parler de persécution violente.
Au contraire, lors de la Reconquista par les troupes chrétiennes, ces populations juives, accusées d'avoir collaboré, voire favorisé, l'occupation islamique, durent souvent soit se convertir, soit s'exiler, notamment au Maghreb où les populations musulmanes et juives d'Andalousie ont été accueillies pour échapper aux tribunaux de l'Inquisition espagnole. Le décret d'expulsion de 1492 en Espagne (décret de l'Alhambra) chassa les Juifs d'Espagne. Ce décret resta en vigueur officiellement jusqu'en 1967. Les musulmans espagnols à leur tour firent l'objet d'un décret d'expulsion en 1610.
L'Empire ottoman accueille également les juifs d'Espagne, du Portugal, de Naples, de Malte, de Sicile et de Sardaigne expulsés par les Habsbourg. Les quatre grandes villes de l'Empire ottoman, Salonique, Izmir, Edirne et Istanbul se composent de beaucoup de juifs.

### Sur les causes

#### Avant 1960
- Augustin d'Hippone, « Sermon sur le Vendredi saint » no 218 doté de commentaires critiques sur l'antijudaïsme d'Augustin, Zentrum für Augustinus-Forschung (ZAF) de l'université de Wurtzbourg, 2012
- Jules Isaac, Jésus et Israël, première édition en 1948, réédité en 1959 aux Éditions Fasquelle
- Genèse de l'antisémitisme, essai historique, Paris : Callmann-Lévy, 1956 ; réédité en 1985, coll. « Agora », et en 1998, coll. « 10-18 »
- Jules Isaac, L'Enseignement du mépris - suivi de L'Antisémitisme a-t-il des racines chrétiennes ?, première édition en 1962, réédité cher Grasset en 2004  (ISBN 2-246-17182-2)
- Jean Juster, Les Juifs dans l'Empire romain : leur condition juridique, économique et sociale, Paris : Librairie Paul Geuthner, 1914.
- Bernard Lazare, L'Antisémitisme son histoire et ses causes, Léon Chailley Ed, 1894.
- Marcel Simon, Verus Israël : étude sur les relations entre chrétiens et Juifs dans l'Empire romain (135-425), première édition en 1948, réédité en 1983.

#### Après 1960
- Jean-Marie Auwers, Régis Burnet et Didier Luciani (dir.), L'Antijudaïsme des Pères - Mythe et/ou réalité ?, éditions Beauchesne, 2017  (ISBN 978-2-7010-2231-4), 212 p.
- Dominique Cerbelaud, o.p., Écouter Israël. Une théologie chrétienne en dialogue, Les Éditions du Cerf, Paris, 1995.
- Danielle Cohen-Levinas et Antoine Guggenheim (dir.), L'Antijudaïsme à l'épreuve de la philosophie et de la théologie, Seuil, 2016  (ISBN 978-2-02-129548-1)
- Walter Laqueur, L'Antisémitisme dans tous ses états : Depuis l'Antiquité jusqu'à nos jours (titre original : (en) The Changing Face of Antisemitism: From Ancient Times to the Present Day, 2006), éd. Markus Haller, 2010  (ISBN 978-2940427086)
- Fadiey Lovsky, L'Antisémitisme chrétien, Cerf, 1970.
- Frédéric Manns, Les Racines juives du christianisme, Les Presses de la Renaissance, Paris 2006, 180 p.
- Daniel Marguerat. Le Déchirement. Juifs et chrétiens au premier siècle. Ouvrage collectif (Martinus C. de Boer, Georges J. Brooke, H. Cousin, Jean-Daniel Kaestli, Ulrich Luz, Daniel Marguerat, Folker Siegert, Ekkerhard W. Stegemann, Christopher Tuckett, professeurs aux universités de Lausanne, Berne, Bâle, Neuchâtel, Manchester). éd. collection Labor et Fides, 1996  (ISBN 2-8309-0788-4)
- Marcel Simon et André Benoît. Le Judaïsme et le christianisme antique, d'Antiochus Épiphane à Constantin. PUF. 5e édition, 1998.
- Pierre-André Taguieff, La Nouvelle Judéophobie, éd. Mille et une nuits, 2002.
- Myriam S. Taylor, Anti-Judaism and Early Christian Identity : A Critique of the Scholarly Consensus(1995). Leiden, New York, Cologne : Brill Academic Publishers, 8  (ISBN 90-04-02135-3)

### Sur les aspects historiques
- Philippe Chenaux, La fin de l'antijudaïsme chrétien, Cerf, 2023
- (en) William Chester Jordan, The French Monarchy and the Jews : from Philip Augustus to the Last Capetians, Philadelphie, University of Pennsylvania Press, 1989, XI-369 p. (ISBN 978-0-8122-8175-0, présentation en ligne), [lire en ligne]
- Gilbert Dahan, La polémique chrétienne contre le judaïsme au Moyen Âge, Paris, Albin Michel, 1991, 152 p., présentation en ligne.1423_1995_num_212_1_1306|texte=présentation en ligne, [présentation en ligne]
- Raphaël Draï, « Le dialogue judéo-chrétien et le paradigme anti-juif », Cités, 2008/2 (n° 34), p. 103-115
- Jacques Le Goff et René Rémond, Histoire de la France religieuse - des origines au XIVe siècle. Des dieux de la Gaule à la papauté d'Avignon. Seuil. 1988
- Pierre Milza, Pie XII, Fayard, 2014
- David Nirenberg, Antijudaïsme, Labor et Fides, 2023, traduit de l'anglais par Nicolas Weil
- Annie Noblesse-Rocher, « L'antijudaïsme au Moyen Âge : Un état de la question », Positions luthériennes, vol. 50, no 2,‎ 2002, p. 121-137 (ISSN 0032-5228)
- Isabelle Poutrin, « La captation de l’enfant de converti. L’évolution des normes canoniques à la lumière de l’antijudaïsme des XVIe – XVIIIe siècles », Revue d'histoire moderne et contemporaine, 2015/2-3 (no 62-2/3), p. 40-62
- Jacques Prévotat. Préface de René Rémond. Les catholiques et l'Action française. Histoire d'une condamnation. 1899-1939. Fayard. 2001
- Georges-Elia Sarfati, Discours ordinaire et identités juives. La représentation des Juifs et du judaïsme dans les dictionnaires et encyclopédies de langue française, du Moyen Âge au Vingtième siècle, Préface de Jean-Pierre Faye, Berg International, 1999.
- Georges-Elia Sarfati, Le Vatican et la Shoah, Paris, Berg International, 2002
- Voir aussi la bibliographie sur l'Église catholique pendant la Seconde Guerre mondiale.

### Sur la lecture des textes, aspects théologiques
- François Blanchetière, Aux sources de l'antijudaïsme chrétien. IIe – IIIe siècles, Cahiers du Centre de recherche français de Jérusalem (CRFJ), 1995.
- Daniel Marguerat, Le Nouveau Testament est-il anti-juif ? Cahiers Évangile 108, Cerf, juin 1999.
- Jean Dujardin, L'Église catholique et le peuple juif - Un autre regard. Calmann-Lévy, 2003.
- Jean-Michel Garrigues, L'impossible substitution, Belles Lettres, 2024

### Ouvrage pédagogique sur l'antijudaïsme chrétien
- Conférence des évêques de France, Service national pour les relations avec le judaïsme, Déconstruire l'antijudaïsme chrétien, éditions du Cerf, juin 2023, 160 pages, avec la collaboration d'Éric de Moulins-Beaufort, président de la CEF, et de Haïm Korsia, grand rabbin de France
  - présentation en ligne sur le site de l'Église catholique en France
  - présentation en ligne, avec détail du sommaire en 20 chapitres sur le site du Service national pour les relations avec le judaïsme de la Conférence des évêques de France